# آيت إسماعيل (تاكلفت)
آيت إسماعيل هي إحدى مشيخات المملكة المغربية، تتبع جغرافيا لإقليم أزيلال وإداريًا لتاكلفت. يقدر عدد سكانها بـ 4794 نسمة حسب الإحصاء الرسمي للسكان والسكنى لسنة 2004.